# Академос
Орфографический академический ресурс «Академос» — постоянно обновляемый официальный онлайн-словарь Института русского языка РАН.
Последнее на текущий[какой?] момент обновление состоялось в декабре 2023 года.

## Содержание
Содержит нормативное написание более чем 200 тыс. единиц русского языка — слов, первых частей слов, неоднословных нарицательных единиц, собственных имён.
Написание соответствует нормам изданного в 2012 году академического «Русского орфографического словаря». Кроме того, в «Академосе» исправлены ошибки, обнаруженные со времени его выхода.

## Использование
На сайте есть поиск и алфавитный указатель.
«Грамота.ру» использует базу данных словаря среди других, поставив его на первое место. При этом данные на «Грамота.ру» могут быть не самими свежими и преподносить в качестве нормативного написания ошибочное.